# Du côté de chez Léo
Albums de Mama Béa
Ma compilation
(1994) Indienne
(1998)
Du côté de chez Léo est le treizième album de Mama Béa, paru en 1995.

## Historique
Cet album, a été enregistré au Véga studio Plateforme 1995.
Il comporte 12 titres écrits et composés par Léo Ferré à l'exception de L'affiche rouge dont le texte est d'Aragon, et un texte À Léo écrit par Mama Béa en hommage à Léo Ferré.

## Liste des chansons
| No  | Titre             | Auteur             | Compositeur | Durée |
| --- | ----------------- | ------------------ | ----------- | ----- |
| 1.  | Ni Dieu ni maître | Léo Ferré          | Léo Ferré   | 3:34  |
| 2.  | L'Âge d'or        | Léo Ferré          | Léo Ferré   | 3:31  |
| 3.  | À Léo             | Mama Béa Tekielski | -           | 0:36  |
| 4.  | Les Poètes        | Léo Ferré          | Léo Ferré   | 3:29  |
| 5.  | Madame la misère  | Léo Ferré          | Léo Ferré   | 3:12  |
| 6.  | Vingt ans         | Léo Ferré          | Léo Ferré   | 3:29  |
| 7.  | T'es rock, Coco ! | Léo Ferré          | Léo Ferré   | 3:10  |
| 8.  | Avec le temps     | Léo Ferré          | Léo Ferré   | 3:34  |
| 9.  | Thank you Satan   | Léo Ferré          | Léo Ferré   | 4:59  |
| 10. | L'Affiche rouge   | Louis Aragon       | Léo Ferré   | 5:06  |
| 11. | Les Artistes      | Léo Ferré          | Léo Ferré   | 2:41  |
| 12. | À toi             | Léo Ferré          | Léo Ferré   | 4:43  |
| 13. | La Mélancolie     | Léo Ferré          | Léo Ferré   | 4:44  |

## Personnel

### Musiciens
- Mama Béa Tekielski : voix, guitare
- Jean Garcin : guitares, arrangements et programmation
- Manfred Kovacic : saxophone alto
- Alain Notari: batterie

### Autres
- Bruno Levée : prise de son
- Philippe Valdes : mixage
- Bruno Pennachio : photo